# Doug Polen
Doug Polen   (Detroit, 2 de setembre de 1960) és un antic pilot de motociclisme nord-americà que va destacar en competicions de Superbike durant la dècada del 1990, al llarg de la qual en va guanyar dos campionats del món consecutius (1991-1992), un campionat AMA (1993) i dos del Japó (1989). També va tenir èxit en curses de resistència i en va guanyar el campionat del món dos anys seguits (1997-1998). El 2011, Doug Polen va ser incorporat a l'AMA Motorcycle Hall of Fame.

## Carrera esportiva

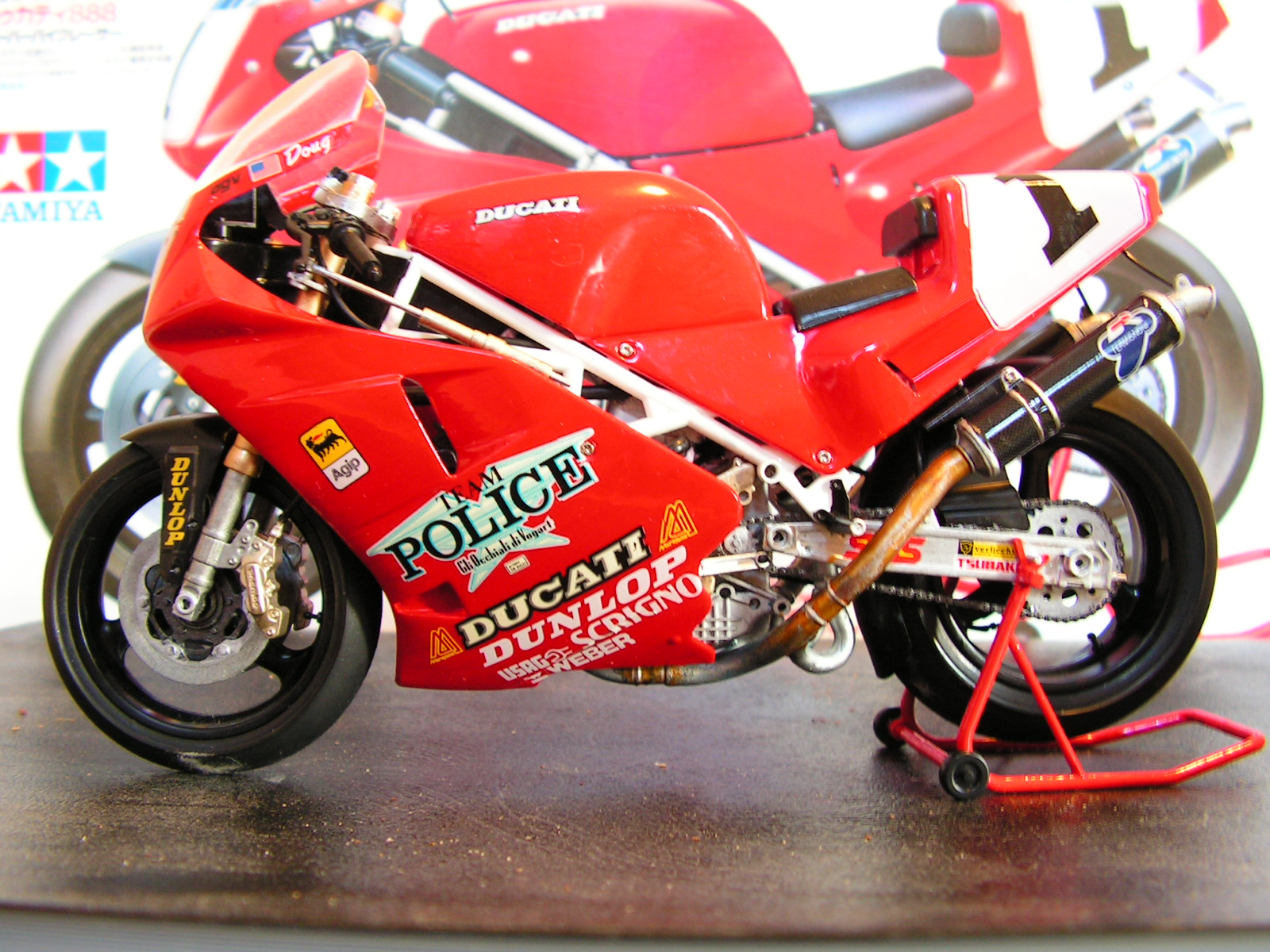
Maqueta de la Ducati 888 que va pilotar el 1992

Nascut a Detroit, Polen es va traslladar de jove amb la seva família a Denton (Texas) i allà va començar a competir com a privat en curses de motociclisme el 1977. Les lesions patides en un accident a mitjan 1982 van fer que decidís deixar les curses, però els amics el van convèncer de tornar-hi a finals de 1985. El 1986, va competir a la recentment creada Suzuki GSXR National Cup. Hi va tenir tant d'èxit que en només dos anys va guanyar 260.000 dòlars en primes. Polen va guanyar més diners que cap altre pilot privat en la història de les curses de motociclisme als Estats Units. El seu èxit li va valdre un contracte amb l'equip Yoshimura Suzuki el 1988. Amb Yoshimura, Polen va esdevenir el primer a guanyar tant el títol AMA de Superbike 750cc com el de  Supersport 600cc (d'aquest darrer en va guanyar les dues primeres edicions, els anys 1987 i 1988).
El 1989, Polen va anar a competir amb l'equip Yoshimura al Japó i hi va guanyar el campionat All Japan de Fórmula 1 i Fórmula 3, esdevenint el primer a aconseguir els dos títols la mateixa temporada. Mentre era al Japó, va rebre una oferta per a competir a la ronda japonesa del Campionat del Món de Superbike i hi va protagonitzar un debut impressionant, guanyant-ne la primera cursa i acabant la segona en quart lloc.
De cara al 1991, Polen va entrar a l'equip de Ducati "Fast By Ferracci" per a seguir tot el Campionat del Món de Superbike, el qual va guanyar de manera incontestable, amb 17 victòries a les 24 curses de la temporada i acabant amb 150 punts més que el subcampió, el campió vigent Raymond Roche. Aquell any va establir un rècord al Campionat del Món de Superbike en obtenir-hi sis pole positions consecutives, un rècord que es va mantenir durant 18 anys fins que el va batre Ben Spies el 2009. El 1992, Polen va defensar amb èxit el seu títol guanyant de nou el Campionat del Món de Superbike, alhora que acabava tercer al campionat AMA.
El 1993, Polen va deixar el campionat mundial per a competir exclusivament als Estats Units i va guanyar el campionat AMA de Superbike. El 1994 va entrar a l'equip Castrol Honda, amb seu al Regne Unit, per a competir amb l'aleshores nova RC45 al Campionat del Món de Superbike, insistint que l'equip fes servir pneumàtics Dunlop a causa dels seus estrets vincles amb la companyia. Polen va deixar l'equip bruscament a començaments de 1995, després, però, de guanyar amb Aaron Slight les 8 hores de Suzuka.
Juntament amb Peter Goddard, Polen va guanyar el Campionat del Món de Resistència de 1997 amb una Suzuki i després va canviar a Honda per a revalidar el títol el 1998, ara amb Christian Lavieille.

### Retirada
Després de retirar-se de les curses, Polen va fundar una escola de pilotatge per a pilots de motociclisme de velocitat.
El rècord de 18 pole positions als campionats AMA de Doug Polen va restar imbatut fins que Mat Mladin el va igualar el 2006. Les seves 13 voltes ràpides al mundial de Superbike de 1991 són encara el rècord al campionat en una sola temporada.

## Resultats al Mundial de Superbike
(Ids. Rondes | Llegenda) (Curses en negreta indiquen pole; curses en  itàlica indiquen volta ràpida)
| Any  | Moto   | 1      | 1       | 2      | 2       | 3      | 3      | 4     | 4     | 5       | 5     | 6       | 6       | 7      | 7      | 8      | 8       | 9      | 9     | 10     | 10      | 11     | 11     | 12    | 12    | 13    | 13    | Pos. | Pts |
| Any  | Moto   | C1     | C2      | C1     | C2      | C1     | C2     | C1    | C2    | C1      | C2    | C1      | C2      | C1     | C2     | C1     | C2      | C1     | C2    | C1     | C2      | C1     | C2     | C1    | C2    | C1    | C2    | Pos. | Pts |
| ---- | ------ | ------ | ------- | ------ | ------- | ------ | ------ | ----- | ----- | ------- | ----- | ------- | ------- | ------ | ------ | ------ | ------- | ------ | ----- | ------ | ------- | ------ | ------ | ----- | ----- | ----- | ----- | ---- | --- |
| 1988 | Suzuki | GBR EX | GBR EX  | HUN    | HUN     | GER    | GER    | AUT   | AUT   | JPN     | JPN   | FRA     | FRA     | POR    | POR    | AUS    | AUS     | NZL    | NZL   |        |         |        |        |       |       |       |       | NC   | 0   |
| 1989 | Suzuki | GBR    | GBR     | HUN    | HUN     | CAN    | CAN    | USA   | USA   | AUT     | AUT   | FRA     | FRA     | JPN 1  | JPN 4  | GER    | GER     | ITA    | ITA   | AUS    | AUS     | NZL    | NZL    |       |       |       |       | 21è  | 33  |
| 1990 | Suzuki | SPA    | SPA     | GBR    | GBR     | HUN    | HUN    | GER   | GER   | CAN     | CAN   | USA     | USA     | AUT    | AUT    | JPN 8  | JPN DNS | FRA    | FRA   | ITA    | ITA     | MAL    | MAL    | AUS   | AUS   | NZL   | NZL   | 48è  | 8   |
| 1991 | Ducati | GBR 1  | GBR Ret | SPA 1  | SPA 1   | CAN    | CAN    | USA 1 | USA 1 | AUT 2   | AUT 1 | SMR 1   | SMR 1   | SWE 1  | SWE 1  | JPN 1  | JPN 1   | MAL 4  | MAL 5 | GER 1  | GER 2   | FRA 1  | FRA 1  | ITA 1 | ITA 2 | AUS 2 | AUS 1 | 1r   | 432 |
| 1992 | Ducati | SPA 2  | SPA 6   | GBR 6  | GBR 4   | GER 1  | GER 1  | BEL 5 | BEL 1 | SPA Ret | SPA 1 | AUT 3   | AUT 5   | ITA 2  | ITA 3  | MAL 8  | MAL 1   | JPN 1  | JPN 1 | NED 1  | NED Ret | ITA 10 | ITA 5  | AUS 2 | AUS 4 | NZL 1 | NZL 2 | 1r   | 371 |
| 1994 | Honda  | GBR 9  | GBR 7   | GER 5  | GER 3   | ITA 12 | ITA 15 | SPA 6 | SPA 7 | AUT 3   | AUT 3 | INA 4   | INA 6   | JPN 10 | JPN 16 | NED 11 | NED Ret | SMR 11 | SMR 7 | EUR 12 | EUR Ret | AUS 11 | AUS 11 |       |       |       |       | 4t   | 158 |
| 1995 | Honda  | GER    | GER     | SMR 17 | SMR Ret | GBR    | GBR    | ITA   | ITA   | SPA     | SPA   | AUT Ret | AUT Ret | USA    | USA    | EUR    | EUR     | JPN    | JPN   | NED    | NED     | INA    | INA    | AUS   | AUS   |       |       | NC   | 0   |